# 野田聖子
野田 聖子（のだ せいこ、1960年 〈昭和35年〉9月3日 ‐ ）は、日本の政治家。自由民主党所属の衆議院議員（11期）。旧姓は島（しま）。
岐阜県議会議員（1期）、郵政大臣（第64代）、内閣府特命担当大臣（消費者、食品安全、科学技術政策）、総務大臣（第20・21代）、内閣府特命担当大臣（男女共同参画・マイナンバー制度）、自由民主党総務会長（第52代）、衆議院災害対策特別委員長、衆議院予算委員長、自民党党・政治制度改革実行本部長、自民党幹事長代行（第7代）、内閣府特命担当大臣（地方創生、少子化対策、男女共同参画）、女性活躍担当大臣、子ども政策担当大臣、孤独・孤立対策担当大臣を歴任した。
曽祖父は相場師の島徳蔵。父親は島稔。祖父は大蔵事務次官、参議院議員、衆議院議員、経済企画庁長官、建設大臣などを歴任した野田卯一。夫の野田文信は現在は会社役員で、元暴力団員（最高裁判所で真実と認定）。

選択的夫婦別姓賛成など、自民党内きってのリベラル政治家と評される。

## 来歴

### 生い立ち
福岡出身。田園調布雙葉高校を中途退学、上智大学外国語学部に入学し、1983年卒業。同年、帝国ホテルに入社。フロント業務、国際セールス部員などを経験した。
1984年（昭和59年）、祖母・野田光の死去に伴い、祖父・野田卯一の養子となり、野田姓を継ぐ。

### 政界入り
1987年（昭和62年）、岐阜県議会議員選挙に自由民主党公認で立候補し、史上最年少の26歳で当選する。
1990年（平成2年）の第39回衆議院議員総選挙に旧岐阜1区から立候補するも、自民党からの公認も得られず落選。
1993年（平成5年）の第40回衆議院議員総選挙に再び立候補し、「衆議院にも自民党の女性議員を」 との公約を掲げて初当選。自民党内では新政策研究会（河本派）に所属した。

### 郵政大臣

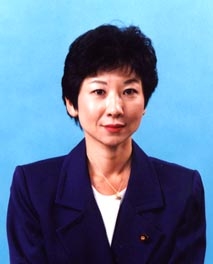
郵政大臣就任に際して公表された肖像写真

1996年（平成8年）11月発足の第2次橋本内閣で郵政政務次官に就任。
1998年（平成10年）7月発足の小渕内閣で、当時閣僚史上最年少の37歳10か月で郵政大臣に抜擢された。小渕内閣の内閣官房長官であった野中広務は野田に対し「俺は最後まで反対したんだ。小渕首相が政務次官の時の君を見て、俺が首相になったらこいつを郵政相にしようと思っていた、と言うのでしぶしぶ承諾したんだ」と告げていたという。
1999年（平成11年）、国会対策副委員長、衆議院議院運営委員会議事進行係に就任。女性議員として初めての議事進行係であった。
2000年（平成12年）、自民党政調副会長、自民党筆頭副幹事長に就任。
2001年（平成13年）、保守党所属の参議院議員・鶴保庸介との事実婚を発表したが、2006年に解消。
2003年（平成15年）12月、高村派を退会した。

### 自民党離党

#### 郵政民営化法案へ反対
2005年（平成17年）4月27日に内閣総理大臣の小泉純一郎が推進し、政府提案（閣法）で上程した郵政民営化法案に野田は反対した（造反組）ため、郵政民営化反対派の急先鋒と見なされた。一方、雑誌『経済界』2005年4月号のインタビューでは「民営化に反対と言ったことはありません。今の竹中プランでは駄目だと言っているのです。改革という言葉に酔うのではなく、将来を考えた本当の改革をしてもらいたいと訴えているのです」と答えた。
自民党岐阜県連（会長：古屋圭司）は同年8月10日、岐阜市内で執行部会・常任総務会合同会議を開き、県連規約を改正し、党公認がなくても第44回衆議院議員総選挙で支援することを決定した。会議の席上、法案に賛成した金子一義が異論を唱えたが、これに対し「県連は一致して法案に反対している。地方の声を聞くのが国会議員だ」とする反論も出た（金子一義・藤井孝男・松田岩夫も参照）。

#### 刺客に勝利
2005年9月の第44回衆議院議員総選挙（郵政選挙）では、郵政民営化法案に反対票を投じたため自民党の公認を得られず、小泉の主導による「刺客」候補として自民党の佐藤ゆかりが同じ選挙区へ送り込まれた。しかし、野田は佐藤を僅差で退け、5選された。

#### 離党
同選挙で与党・自民党が圧勝すると、後援会幹部や岐阜県の自民党所属の地方議員らから野田へ法案に賛成するよう強い要望が出たため、野田は再度提出された郵政民営化法案には賛成票を投じた。同年10月、自民党党紀委員会により野田に対し離党勧告がなされたため、自民党を離党して無所属となった。

### 自民党復党
2006年（平成18年）、首相・安倍晋三の意向により郵政造反組の復党が検討され、同年12月に復党した。復党にあたっては「郵政民営化法案に賛成する」などの念書が取られ、「踏み絵」と呼ばれた。また、野田は郵政民営化法案に反対から賛成へと立場が正反対に替わったため、その行為が「変節」と呼ばれ、様々な方面から批判された。
2007年（平成19年）、福田康夫が自由民主党総裁および首相に選出され、福田執行部で党広報局長に就任する。なお、野田の前任の広報局長は、小泉チルドレンの1人で、郵政民営化へ賛成した刺客候補であった片山さつきであった。片山の更迭および野田の起用は、直前に発足した安倍改造内閣における今村雅弘や森山裕（いずれも郵政造反組）の副大臣起用同様、郵政造反組の復権の象徴的な出来事であった。

### 内閣府特命担当大臣

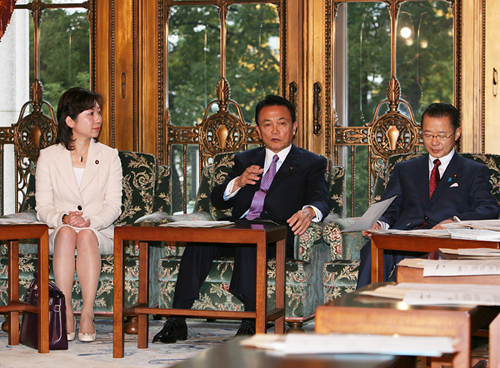
2008年12月2日、宇宙開発戦略本部の会合にて内閣総理大臣麻生太郎（中央）、内閣官房長官河村建夫（右）と

2008年（平成20年）8月の福田康夫改造内閣で、内閣府特命担当大臣（科学技術政策、食品安全、消費者行政担当大臣、宇宙開発担当大臣）に就任した。
同年9月の麻生内閣でも再任された。同月の事故米不正転売事件では、消費者行政担当大臣として被害にあった保育園に駆けつけて謝罪し、子供たちと一緒に食事をした。
同年10月、こんにゃくゼリーを乳幼児や高齢者が喉に詰まらせて死亡する事故が相次いでいたことを受けて、野田は製造元の食品会社「マンナンライフ」へ自主回収を検討するよう要請した。また、「販売禁止も検討する」と述べた。
マルチ商法について、1996年4月の衆議院商工委員会では「悪質業者は厳しく取り締まらないといけないと思う反面、良質な業者も随分存在している。悪質な例ばかり強調されると、良質なもの、一生懸命頑張っている人のやる気をなくし、新たな産業を潰してしまう。」と規制に否定的な立場を示していたことが、2008年10月16日の参議院予算委員会で明らかになり、野田は「自分の勉強不足で、消費者の視点に立った質問ができなかった」と釈明した。首相・麻生太郎が衆院選をにらんで消費者行政重視の姿勢を示している中での釈明だった。
2009年（平成21年）8月15日（終戦の日）、首相・麻生太郎を含む麻生内閣の他の閣僚が靖国神社参拝を見送る中、閣僚としてはただ1人参拝を行った。「国務大臣」の肩書で記帳し私人として参拝したと説明している。
麻生内閣の末期には消費者庁が発足したことに伴い、「消費者行政を統一的・一元的に推進するため企画立案及び行政各部の所管する事務の調整」の任を解かれ、新たに内閣府特命担当大臣（消費者）の補職辞令を受けた。
同年8月30日の第45回衆議院議員総選挙（政権交代選挙）では自民党の佐藤ゆかりが他の選挙区へ転出した。選挙区内に残った佐藤の後援会は、この選挙で支援する対象を、同じ自民党だが前回の選挙でしこりの残る野田ではなく、対立政党である民主党の柴橋正直へと鞍替えしたとされる。この選挙では民主党が圧勝して自民党は議席を激減し、保守王国とされる岐阜県でも自民党は小選挙区で2勝3敗であった。野田は現職の閣僚でありながら小選挙区では柴橋に敗れ、重複立候補していた比例東海ブロックで復活当選し、辛うじて議席を守った。

### 妊娠・出産
不妊治療をしている国会議員としてマスメディア（主にテレビや女性誌）に何度も取り上げられる。2005年に、体外授精による受精卵が凍結状態にあることも報じられた。
2010年5月にアメリカ合衆国にて卵子提供を受けて体外受精を実施して妊娠したことを、同年8月下旬に『週刊新潮』における自らの手記で明らかにした。2011年1月6日、重い障害のある男児が誕生したことを発表した。この際、野田自身は子宮の摘出を余儀なくされている。また、当面の間は休養することも明らかにした。2月、事実婚だった元暴力団員の男性と1月18日に婚姻 し、男性が改姓したことをブログと手記で公表した。同時に、鶴保と事実婚の関係を続けたのは自身が跡取り娘で名字を維持するためだったことも明かしている。
子は妊娠17週時点で重篤な障害を抱えていると発覚し、生まれながらに心臓疾患を抱え0歳時に脳梗塞や食道閉鎖症を併発。9回の手術を経て、出生から2年3ヶ月後の2013年に退院。子の入院中に後援会400名で2班に分かれて韓国旅行をした際、夫と実母も連れて合流するが、その間に子どもが肺炎になったことなどが批判された。

### 自民党総務会長
2012年（平成24年）11月21日、自民党岐阜県連で記者会見し、衆議院解散に伴う第46回衆議院議員総選挙に出馬する意志を表明。同年12月16日、岐阜1区で前回敗れた柴橋を下し、7選された。同年12月25日、第52代自由民主党総務会長に就任した。
2014年（平成26年）9月3日、自民党役員人事によって総務会長を退任。同年12月14日の第47回衆議院議員総選挙に出馬し、候補者全員が女性という中、大差で8選を果たす。

#### 自民党総裁選出馬を断念
2015年（平成27年）9月、2015年自由民主党総裁選挙に際して、「日本の総理大臣を無投票で決めることは、国民をバカにしている」「今、私の心は『義を見てせざるは勇なきなり』です」などと主張し、出馬に意欲を見せた。政界を引退した自民党元幹事長古賀誠の支援もあり、元参議院副議長尾辻秀久が推薦人になる意向を表明 するなどしたが、最終的には立候補に必要な推薦人20人が集まらず、出馬を断念した。

### 総務大臣
2017年（平成29年）8月3日、第3次安倍第3次改造内閣において、総務大臣並びにマイナンバー制度担当の内閣府特命担当大臣に就任。併せて女性活躍担当大臣に任命された。同年10月22日の第48回衆議院議員総選挙に出馬し、9選。選挙後組閣された第4次安倍内閣で総務大臣（マイナンバー制度担当・女性活躍担当）を再任され、新たに男女共同参画担当の内閣府特命担当大臣に任命された。
2018年（平成30年）7月19日、 金融庁が調査中であった仮想通貨企画会社の関係者を同席させた上で野田の事務所が金融庁に対して説明を求めた、と朝日新聞が報じた。これに関連して朝日新聞が金融庁に情報公開請求していた内容が、開示決定前に野田に伝わっていたことも明らかになり、7月24日、金融庁は情報漏出を認め、野田も謝罪することとなったが本人や関係者に対する処分は行われなかった。

#### 再び総裁選出馬を断念
2018年8月31日、かねてから出馬に強い意欲を示していた自民党総裁選挙について「本日出馬を断念することにした」と正式に表明した。浜田靖一、国家公安委員長・小此木八郎らと推薦人確保に向けて動いたが前回同様出馬に必要な国会議員20人の推薦人の確保すらできなかった。2018年10月2日の第4次安倍内閣改造により総務大臣を退任。

### 予算委員長
2018年10月24日、衆議院では女性初となる予算委員長に就任した。
2019年（令和1年）9月、自民党党・政治制度改革実行本部長に就任。
2020年（令和2年）1月、より包摂的な社会と日仏関係強化に向けた積極的な取り組みが評価され、フランス政府レジオン・ドヌール勲章シュヴァリエを受章。

### 幹事長代行
2020年9月15日、自民党幹事長代行に就任。
2020年11月15日、地元岐阜市で開いた自身の政治資金パーティーで、来年9月の次期総裁選への立候補に重ねて意欲を強調した。2015年と18年の総裁選で安倍晋三前首相に挑もうとした際、当時官房長官だった菅義偉首相とは「距離があり、敵になって随分妨害された」と述懐。菅政権で幹事長代行に就いた後は自由に仕事をさせてもらっていると説明し「今は菅首相と二階俊博幹事長の信頼を勝ち得たい」と語った。

### 念願の自民党総裁選出馬
2021年（令和3年）9月16日、自民党総裁選挙（9月29日投開票）へすでに岸田文雄、高市早苗、河野太郎の3人が出馬を表明し、告示日が翌日の17日に迫る中、「課題となっていた推薦人20人を確保できた」として、初出馬を表明した。女性初の総理大臣を目指す野田の念願であった自民党総裁選出馬が実現した。これにより、この年の自民党総裁選は以上4名による争いの様相となった。女性が立候補するのは、小池百合子が出馬した2008年総裁選（麻生太郎選出）より13年ぶりであり、女性が複数人立候補したのは、自民党の歴史で初の出来事であった。
結果、野田は国会議員票：34、党員党友票：29、総得票数：63といずれも4人の中で最下位となり、落選した。わずか1票差で岸田（256票）が1位、河野（255票）が2位となった。高市が3位（188票）、野田が4位（63票）と続いた。1回目の投票で4人の候補者のいずれも過半数に届かなかったため、岸田、河野の上位2人による決選投票にもつれ込んだ。決選投票の結果、岸田が257票を得て河野の170票を上回って勝利した。

### 内閣府特命担当大臣（岸田内閣）
10月4日、菅義偉内閣総辞職に伴い成立した岸田内閣で、内閣府特命担当大臣（地方創生、少子化対策、男女共同参画）、女性活躍担当、子ども政策担当、孤独・孤立対策担当大臣に就任した（ちなみに総裁選を争った高市は党政務調査会長、河野は党広報本部長に起用された）。
2021年10月31日、第49回衆議院議員総選挙で10選。
2022年に岸田文雄首相の外遊と松野博一官房長官のコロナ感染による自宅療養のため、7月31日から8月2日まで内閣総理大臣臨時代理を務め、8月2日には閣議を主宰した。女性閣僚が閣議を主宰するのは初と報道された。8月10日、第2次岸田改造内閣の発足に伴い退任。

### 2024年の総裁選出馬断念
2024年9月の自民党総裁選挙への出馬をめざしていたが、出馬に必要な推薦人20人を確保できなかったため、9月11日、立候補を断念することを表明した。今後は小泉進次郎の推薦人になり支援する考えを示した。
2024年10月27日、第50回衆議院議員総選挙で11選。

## 政策・主張

### 基本政策
野田は「今、日本社会で起きているパラダイムシフト（世代交代）と、それに対して政治が何をすべきか、という私の考え方」として、次の6項目を基本政策として挙げている。

#### 国会議員定数の削減
国会議員の定数を削減することで、各議員の活動への監視の目を厳しくして「政治家をストイックにする」とともに、政治家の立法の技能が熟練すると主張している。
また、2012年に当時の野党であった自民党総裁の安倍晋三および与党であった民主党代表の野田佳彦が「議員定数の削減」と「選挙制度の見直し」を合意していたが、2021年時点で実行されていないことを野田は批判した。
さらに、現行の小選挙区比例代表並立制によって、候補者が小選挙区で敗北しても比例代表の得票から復活当選することを野田は廃止すべきだと述べた。また小選挙区制についても「導入当初に期待された女性議員の増加や、二大政党制が実現できていない」として、見直すべきだと主張した。

#### 日本初の女性首相として多様性を推進
日本で初めての女性の内閣総理大臣を目指し、同国の多様性を推進するとしている。野田は自身を「多様性を象徴する政治家」と自負している。
例えば、野田は自民党の幹事長代行という要職を務める一方で、長男が2021年時点で10歳であるため「一般企業で働く30~40代の母親と同じ視点をもち、『ベテラン』と『若手』の両方の視点で政策を考えている」という。
また、野田は10年間の不妊治療を経て体外受精で子を出産し、またその子は障碍を抱えて日常生活に医療支援を必要とするため、「マイノリティとされる人々の気持ちも当事者として理解できる」「多種多様な人々の痛みや苦しみを理解できる野田だからこそできる政治がある」としている。

#### 明治時代の価値観を刷新
野田は「現在の日本の法律のほとんどは、明治時代の法律の上書きにすぎない。これらは明治の価値観に基づいており、令和の日本で運用し続けるには矛盾や盲点が生じる」「不利益や不自由を被る人に、立法によって手を差し伸べる。憲法改正が党是である自民党としても、時代に合わない法律は積極的に変革していくべき」と主張している。
また野田は「新たな法律を作ると『日本の伝統が破壊される』と懸念する者がいるが、それらは単なる明治時代の価値観を『日本古来の伝統』だと誤解していることが多い」と指摘している。
その例として、選択的夫婦別姓の議論を挙げている。野田は「夫婦同性は明治にできた比較的新しい慣習で、それ以前は姓のない人も多かった」「姓を変えたくないという人がいるのなら、変えなくても社会に何も悪いことはない」と主張している。

#### 疼痛を緩和
「痛み」を我慢せずに治療・緩和する体制を拡大すると提唱している。野田は「慢性の痛み対策議員連盟」会長を務め、肩こりや腰痛などの慢性的な疼痛を治療するための法整備や相談窓口の拡大を目指している。
これら「慢性疼痛」に関わる医療費と生産性低下による日本の経済損失が1兆9,530億円にものぼるという試算があり、これを解消すべきと述べている。
これは単なる医療的支援のみならず、日本社会にはびこる軍隊由来の体罰などの「痛みは人を成長させる」という「明治時代にできた価値観」へ挑戦する意味があると語っている。

#### 人口減少対策
日本では国民人口の減少が社会問題となっている。野田はこれを「人口減少は国家の有事」「他国から侵略されていることと同じ」「安全保障の問題」と論じて重大視しており、「悲観するのでなく、現実に向き合って、できる限りの対策をとるべき」と述べている。

#### 子ども支援
上述の人口減少について、野田は「国が積極的に子どもに投資をし、『子どもが幸せな社会』を実現すると人口減少は解決できる」としている。
そのために「子ども庁」を設立して育児の環境整備を進め、その財源は「子ども債」を発行して「子ども=社会共通の資源」という認識を広めていくと提唱している。
日本社会で子どもの貧困を放置すると、成長したそれら国民の生涯所得が42.9兆円も減少するという試算があり、「子どもの教育への投資は100％リターンのある最強の成長戦略」であると主張している。
「子ども対策は福祉のみならず安全保障であり、成長戦略の根幹をなす極めて重要な政策である」としている。

### 多様性社会を推進
野田は自身のホームページ上で、「『政治』の力で『多様性社会』というパラダイムシフトを加速」「『異なる正義』があることを互いに認める『多様性社会』を目指す」と2021年9月に表明している。
また野田は「時代の変化に追いついていないルールや慣例によって、不自由な思いをする人や不利益を被る人」に向けて、「法律を時代にそぐうように改正し、新しく整備することで、社会の中で悩み、苦しんでいる人たちに手を差し伸べる。これこそが政治家の使命である」と述べている。

### 少子化対策を推進
3年間で8回におよぶ体外受精を受けた不妊治療体験から国会議員として、生殖医療に取り組んできた。少子化問題にも目を向け、2002年秋ごろ、少子化対策を「特に力を入れたい政策課題」と表明。小泉政権の少子化対策について、「百点満点で十点」と酷評した。自らの体験や体外受精をめぐる夫との軋轢や通院の苦労談、流産の辛さをつづった著書の自費出版を計画していたが、新潮社の申し出により、2004年12月に『私は、産みたい』と題して出版する。
翌2005年5月には、『だれが未来を奪うのか 少子化と闘う』を講談社から出版し、自民党内の「女性が職を持つようになって子を産まなくなった」との発言に対して、欧米など女性労働者が多い国でも出生率が高いデータ例を示しながら反論した。政府が課題とする少子高齢化と人口減少を切り口に、今後取り組むべき政策ビジョン「人財増産計画」を提言しつつ、党内議員の旧態依然たる意識を厳しく批判。少子化対策への取り組みこそ社会を安定させると主張している。
2010年1月、日経ビジネスによるインタビューで「本気で少子化対策をするには自民党は本当に邪魔な政党でした」と発言した。

### 選択的夫婦別姓に賛成
選択的夫婦別姓の導入に一貫して賛成している。
野田は2002年時点で「例外的に夫婦の別姓を実現させる会」を主導し、自民党法務部会に議員提案として｢民法の一部改正に関する法律案｣を提出している。この中で、野田は「現行民法は男女の婚姻の条件として、同氏を名乗ることを義務づけている。現在、そのために不利益を被る人たちが民法の改正を強く願っている。少子化が急速に進み一人っ子家庭が増えるなか、一人っ子同士の結婚での家名継承が難しくなっている。結婚の前後で氏が変わることにより、仕事の継続性が確保できなくなる事例も増えている。結婚を控えた若い世代の過半数は、希望する夫婦には別氏を名乗れるようにしてもよい、と民法の改正に賛成している。家族の崩壊が心配され、家族の再生が求められるなか、婚姻前の氏をそれぞれ名乗りながらも法律上の家族でありたいと願う切実な声がある。夫婦が特別の事情でそれぞれ旧姓を名乗りたいと希望する場合、家庭裁判所の許可があれば例外的に夫婦別氏の結婚を法律婚とする道を開きたい」とその理由を述べている。しかし、2006年には「別姓の目的を家の存続だけに限る」と述べていた。
また2015年には、選択的夫婦別姓を巡る裁判の最高裁判断を受けて、法整備に向けた党内勉強会を始める意向を示した。
なお、この制度を導入することが難しい理由について、「自民党の応援団体である神社本庁などが猛烈に反対している。」と述べている。また「保守的な政治団体の中には、『別姓に賛成すると選挙で応援しないぞ』と圧力をかけてくるところがあり、小選挙区制の導入以降、それを乗り越えられない政治家が増えてきた」とも述べている。その他、自民党内の反対派について「家族の絆が壊れるというが、目に見えないものをぶつけてくるので合理的に議論ができない」 と批判している。

### 同性婚に賛成
同性結婚支持を表明している。野田は2019年に「同性カップルの子どもたちは法律上の親子関係が認められないなど、大きな困難に直面している。誰もが過ごしやすく、持てる能力を十分に発揮できる社会こそが、日本の未来をより明るくする」「立法府の一員として、多くの方々の意見を伺いながら、環境改善に向けて取り組む」などと述べている。
なお、野田が所属する自民党は、同党の衆議院議員である杉田水脈が「同性カップルは生産性がない」と発言し、同じく谷川とむが「同性婚は趣味みたいなもの」と述べるなど、LGBTなどの性的少数者へ否定的な議員が多い。野田のように自民党議員が同性結婚へ賛成するのは珍しいことである。

### 女性の積極登用
政府閣僚へ女性を積極的に登用すべきと主張している。自民党総裁選の所見発表演説会の場で、野田は自身が首相に就任した場合、閣僚の半分は女性を登用したいと述べている。
「女性政策」という用語を使うことを嫌っている。その理由として、「国会議員は有権者、国民の代弁者である。ならば、男性も女性も半分ずついなければならないはずなのに、同じ国民であるはずの女性が女性という事だけで特別視されるのはおかしい」としている。

### 公文書改竄問題を再調査
2021年9月に行われた自民党総裁選の候補者による共同記者会見の場で、森友学園をめぐる公文書改竄問題について再調査をするかどうか問われ、野田はさらなる調査が必要であるとの見解を示した。野田は「アプリオリ（自明）に調査をする必要がある」「公文書の隠蔽、偽造、改ざん、廃棄。これは絶対にあってはならないこと」と述べた。その理由として「多くの国民が納得していない」「起き得ないことが起きたことは、しっかりと知るべきだ」と語った。

### 経済
TPP交渉参加反対に関する国会請願の紹介議員に名を連ねた。
国際観光産業振興議員連盟（カジノ議連）の初代会長を務め、カジノ法案を積極的に推進している。また、自民党総務会長時代にも国会へのカジノ法案提出を推進した。

### 児童の人権保護を推進
政策課題の筆頭として子供の人権問題を重視し、児童買春・児童ポルノ禁止、発達障害（超党派「発達障害の支援を考える議員連盟」に所属。2001年11月24日、発達障害者支援法は成立）などの課題に積極的に関わり、児童ポルノ禁止法の制定を推進した。
大阪維新の会が「発達障害の原因は親の育て方にある。」という理念の下に家庭教育支援条例を提出しようとした際には自己のブログで「（前述の理念について）全く科学的根拠がない。」と痛烈に批判し、いわゆる親学的な思想に否定的な見解を示した。

### 児童ポルノ規制の推進
児童ポルノ単純所持違法化、18歳未満を描写する創作物規制を強力に推進したとされる。2007年に児童ポルノ単純所持を禁止する法律、子供ポルノアニメ・漫画の製造や提供を規制する法律を提唱した。
- 青少年健全育成基本法案を推進[84]。
- 児童ポルノ禁止法改正案の請願を八代英太とともに国会に提出[85]。
- 児童ポルノ対策を批判された際には「私は法改正に携わる議員として、児童ポルノの対象にマンガやアニメ、ゲームをいれると申し上げたことはこれまで一度もありません。とりわけ、インターネットを通じて意見交換をされている皆さんのあいだで、そのような基本的な誤解が広まっていることを残念に思っています」と反論[86]。しかしその後、表現規制推進団体の最大手である日本ユニセフ協会主催の集会で「子供ポルノアニメ・漫画の取り扱いに関する法律。これは、数年前にチャレンジしたが、インターネットで散々叩かれた」と発言した[83]。
- 日本ユニセフ協会副会長やアグネス・チャンらと共にNPO法人「ひまわりの会」を運営し、会長を務める[87]。
- 2004年に発生した奈良小1女児殺害事件を受けて、「容疑者の性的病癖を悪化させたものとして、ちまたにおびただしく存在する劣悪な性関連商品が指摘されています。表現の自由を盾にして、表現することの責任を全く考えない人々が世にばらまいてきた害悪について、今こそ猛省する時期ではないでしょうか」と述べた[88]。

### 南シナ海への干渉に慎重
2015年11月4日放送のBS日テレの番組で、中華人民共和国が南沙諸島をめぐり周辺国およびアメリカ合衆国と対立していることについて「日本は直接関係ない。日本は独自路線で外交していくことに徹するべきだ」と発言した。また「中国も韓国も日本同様経済で不安をかかえている。～南沙問題を棚上げするくらいの活発な経済やりとりがお互いの目先のメリットに繋がる」とも述べた。また「南沙で何かあっても、（それは中国から）日本に対してのメッセージではない。それとリンクさせずに日本は独自路線で中国・韓国との日本らしい外交をしていくことに徹するべき」と主張した。
産経新聞は野田の南シナ海問題に対する認識について、軍事力と外交や経済がどういう相関関係をなしているのか、決定的な認識不足があると言わざるを得ないと批判し、自民党内から「国際法を無視して強引に領土・領海の拡張を図る中国への基本的認識があまりにも低すぎる」、「首相を目指す資質が欠けた」、「民主党の鳩山由紀夫元首相や、韓国の朴槿恵大統領と雰囲気が重なり、頭がクラクラした」といった反応があったことを伝えた。

## 所属団体・議員連盟

### 議員連盟
- 無戸籍問題を考える議員連盟（会長）[91]
- 乳がん・子宮頸がん検診促進議員連盟（会長）
- 骨髄バンク議員連盟（会長）[2]
- ママパパ議員連盟（会長）[92]
- 國酒を愛する議員の会（会長）[93]
- 日韓議員連盟（女性部会会長）[94]
- 国際観光産業振興議員連盟（副会長）
- 自民党受動喫煙防止議員連盟（幹事長）[95]
- 政治分野における女性の参画と活躍を推進する議員連盟（幹事長）[96]
- 和装振興議員連盟（事務局長）[2]
- 日本会議国会議員懇談会
- 神道政治連盟国会議員懇談会[97]
- 自民党遊技業振興議員連盟
- 時代に適した風営法を求める議員連盟（パチンコ議連）
- TPP交渉における国益を守り抜く会
- 日華議員懇談会
- 選択的夫婦別氏制度を早期に実現する議連（顧問）
- 慢性の痛み対策議員連盟（会長）[98]
- 人口減少時代を乗り切る戦略を考える議員連盟（会長）[99]

### その他団体
- パチンコチェーンストア協会（政治分野アドバイザー）[100]
- （学）東京聖徳学園聖徳大学名誉学長[92]
- 日本食育士協会理事長[92]
- （財）日本盲導犬協会評議員[92]
- NPO法人ひまわりの会会長[92]
- 夫婦別姓選択制実現協議会顧問[92]
- 岐阜県バスケットボール協会名誉会長[92]
- 岐阜県水泳連盟会長[92]
- 岐阜県のプロスポーツを考える会会長[92]
- 岐阜市乗馬会会長[92]

## 人物・エピソード

### 事務所放火事件
2007年8月10日深夜、岐阜市にある野田の事務所に何者かが侵入。パソコンと防犯カメラ用デッキが盗まれ、事務所に放火された。燃えたのはビル一階の事務所であるが、ビル五階にまで煤が達する火災となった。
野田は「昔から政治活動する人は、いろいろな妨害や危害を加えられてもやり続けている。私もそういう被害にあって、屈せず頑張るしかないというのが率直な心境だ」 と述べた上で、犯行について「ひきょうだと思う」 と指摘した。

### 統一教会との関係
- 2021年6月13日、世界平和統一家庭連合（旧統一教会）の関連団体である安保岐阜県大会実行委員会が「アジアと日本の平和を守る岐阜県安保大会」を各務原市文化ホールで開催[102]。野田は同イベントに祝電を送り、秘書が代理出席した[103]。
- 2022年5月22日、「アジアと日本の平和を守る岐阜県安保大会」がぎふ清流文化プラザで開催され、野田は祝電を送った[104][103]。
- 他方、2022年10月4日、超党派の女性議員らでつくる勉強会の中で統一協会などの伝統的な価値観を重視する宗教団体が自民のジェンダー政策に一定の影響を与えた可能性があるという統一協会に批判的な認識を示している[105]。

### その他
- 趣味は読書、映画鑑賞、カラオケ、パソコン。日本酒党で「日本酒を愛する女性議員の会」（幹事長 小渕優子）で会長を、また日本酒造協会では顧問を務めている。
- 東京新聞の望月衣塑子記者の推し政治家の一人であり、夫を巡る報道についても「野田氏イコール夫ではないわけで……。たとえば、夫婦別姓が進んでいるフランスならば、夫がどうであろうが妻は別人格ととらえられるでしょう」「個が確立して、認められている社会ならば、野田氏の夫の件も切り離して考えられると思いますが、日本は夫婦が一体に見られてしまう。」と擁護されている[106][9]。
- 2017年8月27日、東京ドームでプロ野球の読売ジャイアンツ対阪神タイガース戦の始球式を務めた。自治体消防制度70周年記念事業の一環で行ったもので、背番号は70。野田は2日前の記者会見で「『巨人の星』の星飛雄馬のような球が投げられれば」と意気込んでおり、球の軌跡は大リーグボール1号、球速は大リーグボール3号に近いものとなった[107]。
- 2022年9月17日、元池田市長倉田薫が塾長を務める薫風政治塾創立10周年記念講演会において「こどもまんなか社会に向けて〜こども家庭庁の創設にあたり〜」という演題で、日本の斜陽を止める新たな政治の必要性について講演した[108][109]。

## 夫の経歴に関する週刊誌報道を巡る訴訟

### 元暴力団員との報道
2011年1月に野田は「京都の飲食店で知り合い、事実婚中だった飲食店経営者の在日韓国人3世の一般男性」と法律結婚したと報道された。しかし、2017年9月に、野田の夫は指定暴力団会津小鉄会傘下の昌山組の元組員であったと『週刊文春』が報じた。同年9月8日、『週刊文春』電子版は、警察庁のデータベース上に、野田の夫が過去に暴力団に所属していたと記録されていることが判明したと報じた。

### 仮想通貨GACKTコインを巡る金融庁担当者呼びつけ
2018年7月19日、野田聖子総務大臣の秘書が、金融庁の担当者を事務所に呼びつけ、夫と懇意にしていた仮想通貨の事業者を同席させ、圧力をかけたのではないかとの疑惑を朝日新聞（7月19日付）が報じた。これは当時総務大臣かつ有力政治家である野田聖子の名声や権力を使って、金融庁にSPINDLE（スピンドル）、通称GACKTコインを仮想通貨アルトコインとして市中売買可能とする上場を出来るように圧力をかけようとした、と受け止められる行為であった。

### 新潮と文春への訴訟
野田は釈明に追われ、「金融庁に一般的な説明をしてもらっただけ圧力ではない」と釈明。デイリー新潮は、この出来事を、特集記事として報じたが、この際“金融庁への圧力”の背景には夫の存在があると指摘し、夫が暴力団に所属する構成員であったという経歴を明かした。この記事が“事実無根”だとして夫は提訴に踏み切った。同じタイミングで夫が「反社」であった旨を報じた「週刊文春」に対しても、夫が1100万円の損害賠償等を求めて同誌を発行する文藝春秋に対して訴訟を提起した。
2021年3月24日、文藝春秋を訴えた裁判において、東京地裁（民事第25部）は、夫が野田の名前を示しながら恫喝行為を行った等の記載については真実でないとして名誉毀損を認定し、夫への110万円の支払い等を命じた。また、元暴力団員であるという記事も、「真実であると認めるには至らない」とした一方で、文芸春秋側に元暴力団員であることを「真実と信じる相当な理由がある」とし、これについての名誉毀損は認めなかった。これに対して、夫側と文藝春秋側の双方が控訴した。
しかし、翌4月21日、新潮社を訴えた裁判においては、東京地裁（民事第5部）は夫側の請求棄却し、その中で、「原告が指定暴力団・会津小鉄会の昌山組に所属していた元暴力団員であるとの事実の重要な部分は、真実であると認められる」と判示したことで、一転して元暴力団員であることを裁判所が認めることとなった。これに対して夫側が控訴した。
以上のように、東京地裁では、民事第5部と民事第25部で、夫が元暴力団員か否かで判断が分かれる結果となった。
2021年12月23日、新潮社を相手とする控訴審で、東京高裁（第16民事部）は、1審の東京地裁判決を支持し、「控訴人が京都に拠点を置く指定暴力団・会津小鉄会の昌山組に所属していた元暴力団員であること」の「重要な部分は真実である」として控訴を棄却した。
2022年2月3日、文藝春秋を相手とした訴訟の控訴審では、東京高裁（第24民事部）は、1審同様、恫喝等の記事に対する名誉毀損を認めたが、賠償金は55万円に減額した。さらに、元暴力団員という点については、第1審判決を変更し、「1審原告が過去において京都の指定暴力団『会津小鉄会』傘下の『昌山組』に所属していたことは真実であるというべきである」として、新潮社相手の裁判と同様、元暴力団員であることを認定した。これに対して夫側が上告及び上告受理申立てをした。
2022年8月8日、文藝春秋を相手とした訴訟において、最高裁判所第一小法廷は野田文信氏の上告・上告受理申立てをそれぞれ棄却・却下し、文信氏が元暴力団員と報じた点について「真実である」とする東京高等裁判所の判決が確定した。

### 判決の内容を否定する主張
2022年8月10日、この最高裁判決を受け、野田は、判決の内容とは全く反対の内容として、文信氏の関係者に確認することで「暴力団として活動する余地などなかったこと、また、暴力団との関係もなかったことを明らかにしていただきました」と主張した。さらに、「夫が暴力団に所属していたと証言をした人物」が死亡したことを明かした。

### 国家に対する民事訴訟の提起
2023年1月12日、上記の元暴力団員という週刊文春の記事の漏洩元は警察庁であるとして、野田の夫は国に1100万円の損害賠償を求めて東京地裁に提訴した。2025年6月23日、東京地裁は「漏洩は認められない」として野田の夫の請求を棄却した。

## 系譜
野田家
祖父は国会議員を務めた野田卯一、曾祖父は「北浜の怪傑」と呼ばれた伝説の相場師である島徳蔵。徳蔵の弟で日本板硝子社長や貴族院議員を務めた島定治郎、子爵で軍医中将で貴族院議員も務めた実吉安純、日揮の創業者である実吉雅郎とは親戚にあたる。
野田聖子の実父である島稔は野田卯一の長男として生まれたが、卯一の岳父である島家に後継ぎがいないという事情から幼少期に徳蔵の養子となった。
稔は東大卒業後、八幡製鐵（後に新日本製鐵）に勤めていた。卯一の子は稔一人だけだったため、今度は娘の聖子が祖父の野田姓を継ぐこととなり、卯一の養女となった。
明治維新後に兵部大輔、近代兵制を確立、靖国神社の前身の東京招魂社建立に当たった大村益次郎は遠い縁戚になるという。野田聖子は安倍晋三との対談の中で「実は大村益次郎さんは私の遠い縁戚なんです。昔、祖父に「これは君の遠い縁戚だから」と言われたのを覚えています」と述べている。
|          |          |          |          |          |          |          |  |  |  |  |  |          |          |          |          |          |          |          |          |          |          |          |          |  |  |  |  |      |      |          |          |          |          |          |          |      |      |      |      |  |  |  |  |      |      |      |      | 福岡孝周 | 福岡孝周 | 福岡孝周 | 福岡孝周 | 福岡孝周 | 福岡孝周 | 乾正聰   | 乾正聰   | 乾正聰   | 乾正聰   | 乾正聰   | 乾正聰   | 山本信敬 | 山本信敬 | 山本信敬 | 山本信敬 | 山本信敬 | 山本信敬 |          |          |          |          |          |          |  |  |  |  |  |  |  |  |  |  |  |  |  |  |  |  |  |  |  |  |  |  |  |  |  |  |  |  |  |  |  |  |  |  |  |  |  |  |
|          |          |          |          |          |          |          |  |  |  |  |  |          |          |          |          |          |          |          |          |          |          |          |          |  |  |  |  |      |      |          |          |          |          |          |          |      |      |      |      |  |  |  |  |      |      |      |      | 福岡孝周 | 福岡孝周 | 福岡孝周 | 福岡孝周 | 福岡孝周 | 福岡孝周 | 乾正聰   | 乾正聰   | 乾正聰   | 乾正聰   | 乾正聰   | 乾正聰   | 山本信敬 | 山本信敬 | 山本信敬 | 山本信敬 | 山本信敬 | 山本信敬 |          |          |          |          |          |          |  |  |  |  |  |  |  |  |  |  |  |  |  |  |  |  |  |  |  |  |  |  |  |  |  |  |  |  |  |  |  |  |  |  |  |  |  |  |
|          |          |          |          |          |          |          |  |  |  |  |  |          |          |          |          |          |          |          |          |          |          |          |          |  |  |  |  |      |      |          |          |          |          |          |          |      |      |      |      |  |  |  |  |      |      |      |      |          |          |          |          |          |          |          |          |          |          |          |          |          |          |          |          |          |          |          |          |          |          |          |          |  |  |  |  |  |  |  |  |  |  |  |  |  |  |  |  |  |  |  |  |  |  |  |  |  |  |  |  |  |  |  |  |  |  |  |  |  |  |
|          |          |          |          |          |          |          |  |  |  |  |  |          |          |          |          |          |          |          |          |          |          |          |          |  |  |  |  |      |      |          |          |          |          |          |          |      |      |      |      |  |  |  |  |      |      |      |      | 福岡孝清 | 福岡孝清 | 福岡孝清 | 福岡孝清 | 福岡孝清 | 福岡孝清 | 乾信武   | 乾信武   | 乾信武   | 乾信武   | 乾信武   | 乾信武   | 山本信固 | 山本信固 | 山本信固 | 山本信固 | 山本信固 | 山本信固 | 宮地信貞 | 宮地信貞 | 宮地信貞 | 宮地信貞 | 宮地信貞 | 宮地信貞 |  |  |  |  |  |  |  |  |  |  |  |  |  |  |  |  |  |  |  |  |  |  |  |  |  |  |  |  |  |  |  |  |  |  |  |  |  |  |
|          |          |          |          |          |          |          |  |  |  |  |  |          |          |          |          |          |          |          |          |          |          |          |          |  |  |  |  |      |      |          |          |          |          |          |          |      |      |      |      |  |  |  |  |      |      |      |      | 福岡孝清 | 福岡孝清 | 福岡孝清 | 福岡孝清 | 福岡孝清 | 福岡孝清 | 乾信武   | 乾信武   | 乾信武   | 乾信武   | 乾信武   | 乾信武   | 山本信固 | 山本信固 | 山本信固 | 山本信固 | 山本信固 | 山本信固 | 宮地信貞 | 宮地信貞 | 宮地信貞 | 宮地信貞 | 宮地信貞 | 宮地信貞 |  |  |  |  |  |  |  |  |  |  |  |  |  |  |  |  |  |  |  |  |  |  |  |  |  |  |  |  |  |  |  |  |  |  |  |  |  |  |
|          |          |          |          |          |          |          |  |  |  |  |  |          |          |          |          |          |          |          |          |          |          |          |          |  |  |  |  |      |      |          |          |          |          |          |          |      |      |      |      |  |  |  |  |      |      |      |      | 福岡孝順 | 福岡孝順 | 福岡孝順 | 福岡孝順 | 福岡孝順 | 福岡孝順 | 乾正成   | 乾正成   | 乾正成   | 乾正成   | 乾正成   | 乾正成   | 坂本直足 | 坂本直足 | 坂本直足 | 坂本直足 | 坂本直足 | 坂本直足 | 宮地茂好 | 宮地茂好 | 宮地茂好 | 宮地茂好 | 宮地茂好 | 宮地茂好 |  |  |  |  |  |  |  |  |  |  |  |  |  |  |  |  |  |  |  |  |  |  |  |  |  |  |  |  |  |  |  |  |  |  |  |  |  |  |
|          |          |          |          |          |          |          |  |  |  |  |  |          |          |          |          |          |          |          |          |          |          |          |          |  |  |  |  |      |      |          |          |          |          |          |          |      |      |      |      |  |  |  |  |      |      |      |      | 福岡孝順 | 福岡孝順 | 福岡孝順 | 福岡孝順 | 福岡孝順 | 福岡孝順 | 乾正成   | 乾正成   | 乾正成   | 乾正成   | 乾正成   | 乾正成   | 坂本直足 | 坂本直足 | 坂本直足 | 坂本直足 | 坂本直足 | 坂本直足 | 宮地茂好 | 宮地茂好 | 宮地茂好 | 宮地茂好 | 宮地茂好 | 宮地茂好 |  |  |  |  |  |  |  |  |  |  |  |  |  |  |  |  |  |  |  |  |  |  |  |  |  |  |  |  |  |  |  |  |  |  |  |  |  |  |
|          |          |          |          |          |          |          |  |  |  |  |  | 島徳治郎 | 島徳治郎 | 島徳治郎 | 島徳治郎 | 島徳治郎 | 島徳治郎 |          |          |          |          |          |          |  |  |  |  |      |      | 実吉安福 | 実吉安福 | 実吉安福 | 実吉安福 | 実吉安福 | 実吉安福 |      |      |      |      |  |  |  |  |      |      |      |      | 福岡孝弟 | 福岡孝弟 | 福岡孝弟 | 福岡孝弟 | 福岡孝弟 | 福岡孝弟 | 板垣退助 | 板垣退助 | 板垣退助 | 板垣退助 | 板垣退助 | 板垣退助 | 坂本龍馬 | 坂本龍馬 | 坂本龍馬 | 坂本龍馬 | 坂本龍馬 | 坂本龍馬 | 宮地自然 | 宮地自然 | 宮地自然 | 宮地自然 | 宮地自然 | 宮地自然 |  |  |  |  |  |  |  |  |  |  |  |  |  |  |  |  |  |  |  |  |  |  |  |  |  |  |  |  |  |  |  |  |  |  |  |  |  |  |
|          |          |          |          |          |          |          |  |  |  |  |  | 島徳治郎 | 島徳治郎 | 島徳治郎 | 島徳治郎 | 島徳治郎 | 島徳治郎 |          |          |          |          |          |          |  |  |  |  |      |      | 実吉安福 | 実吉安福 | 実吉安福 | 実吉安福 | 実吉安福 | 実吉安福 |      |      |      |      |  |  |  |  |      |      |      |      | 福岡孝弟 | 福岡孝弟 | 福岡孝弟 | 福岡孝弟 | 福岡孝弟 | 福岡孝弟 | 板垣退助 | 板垣退助 | 板垣退助 | 板垣退助 | 板垣退助 | 板垣退助 | 坂本龍馬 | 坂本龍馬 | 坂本龍馬 | 坂本龍馬 | 坂本龍馬 | 坂本龍馬 | 宮地自然 | 宮地自然 | 宮地自然 | 宮地自然 | 宮地自然 | 宮地自然 |  |  |  |  |  |  |  |  |  |  |  |  |  |  |  |  |  |  |  |  |  |  |  |  |  |  |  |  |  |  |  |  |  |  |  |  |  |  |
|          |          |          |          |          |          |          |  |  |  |  |  |          |          |          |          |          |          |          |          |          |          |          |          |  |  |  |  |      |      |          |          |          |          |          |          |      |      |      |      |  |  |  |  |      |      |      |      |          |          |          |          |          |          |          |          |          |          |          |          |          |          |          |          |          |          |          |          |          |          |          |          |  |  |  |  |  |  |  |  |  |  |  |  |  |  |  |  |  |  |  |  |  |  |  |  |  |  |  |  |  |  |  |  |  |  |  |  |  |  |
| 野田繁吉 | 野田繁吉 | 野田繁吉 | 野田繁吉 | 野田繁吉 | 野田繁吉 |          |  |  |  |  |  | 島徳蔵   | 島徳蔵   | 島徳蔵   | 島徳蔵   | 島徳蔵   | 島徳蔵   | 島定治郎 | 島定治郎 | 島定治郎 | 島定治郎 | 島定治郎 | 島定治郎 |  |  |  |  |      |      | 実吉安純 | 実吉安純 | 実吉安純 | 実吉安純 | 実吉安純 | 実吉安純 |      |      |      |      |  |  |  |  |      |      |      |      | 福岡秀猪 | 福岡秀猪 | 福岡秀猪 | 福岡秀猪 | 福岡秀猪 | 福岡秀猪 | 宮地軍子 | 宮地軍子 | 宮地軍子 | 宮地軍子 | 宮地軍子 | 宮地軍子 |          |          |          |          |          |          | 宮地茂春 | 宮地茂春 | 宮地茂春 | 宮地茂春 | 宮地茂春 | 宮地茂春 |  |  |  |  |  |  |  |  |  |  |  |  |  |  |  |  |  |  |  |  |  |  |  |  |  |  |  |  |  |  |  |  |  |  |  |  |  |  |
| 野田繁吉 | 野田繁吉 | 野田繁吉 | 野田繁吉 | 野田繁吉 | 野田繁吉 |          |  |  |  |  |  | 島徳蔵   | 島徳蔵   | 島徳蔵   | 島徳蔵   | 島徳蔵   | 島徳蔵   | 島定治郎 | 島定治郎 | 島定治郎 | 島定治郎 | 島定治郎 | 島定治郎 |  |  |  |  |      |      | 実吉安純 | 実吉安純 | 実吉安純 | 実吉安純 | 実吉安純 | 実吉安純 |      |      |      |      |  |  |  |  |      |      |      |      | 福岡秀猪 | 福岡秀猪 | 福岡秀猪 | 福岡秀猪 | 福岡秀猪 | 福岡秀猪 | 宮地軍子 | 宮地軍子 | 宮地軍子 | 宮地軍子 | 宮地軍子 | 宮地軍子 |          |          |          |          |          |          | 宮地茂春 | 宮地茂春 | 宮地茂春 | 宮地茂春 | 宮地茂春 | 宮地茂春 |  |  |  |  |  |  |  |  |  |  |  |  |  |  |  |  |  |  |  |  |  |  |  |  |  |  |  |  |  |  |  |  |  |  |  |  |  |  |
|          |          |          |          |          |          |          |  |  |  |  |  |          |          |          |          |          |          |          |          |          |          |          |          |  |  |  |  |      |      |          |          |          |          |          |          |      |      |      |      |  |  |  |  |      |      |      |      |          |          |          |          |          |          |          |          |          |          |          |          |          |          |          |          |          |          |          |          |          |          |          |          |  |  |  |  |  |  |  |  |  |  |  |  |  |  |  |  |  |  |  |  |  |  |  |  |  |  |  |  |  |  |  |  |  |  |  |  |  |  |
|          |          |          |          |          |          |          |  |  |  |  |  |          |          |          |          |          |          |          |          |          |          |          |          |  |  |  |  |      |      |          |          |          |          |          |          |      |      |      |      |  |  |  |  |      |      |      |      |          |          |          |          |          |          |          |          |          |          |          |          |          |          |          |          |          |          |          |          |          |          |          |          |  |  |  |  |  |  |  |  |  |  |  |  |  |  |  |  |  |  |  |  |  |  |  |  |  |  |  |  |  |  |  |  |  |  |  |  |  |  |
| 野田卯一 | 野田卯一 | 野田卯一 | 野田卯一 | 野田卯一 | 野田卯一 |          |  |  |  |  |  | 光       | 光       | 光       | 光       | 光       | 光       | 富       | 富       | 富       | 富       | 富       | 富       |  |  |  |  | 雅郎 | 雅郎 | 雅郎     | 雅郎     | 雅郎     | 雅郎     | 金郎     | 金郎     | 金郎 | 金郎 | 金郎 | 金郎 |  |  |  |  | 紅子 | 紅子 | 紅子 | 紅子 | 紅子     | 紅子     | 宮地呉子 | 宮地呉子 | 宮地呉子 | 宮地呉子 | 宮地呉子 | 宮地呉子 |          |          |          |          | 宮地茂秋 | 宮地茂秋 | 宮地茂秋 | 宮地茂秋 | 宮地茂秋 | 宮地茂秋 |          |          |          |          |          |          |  |  |  |  |  |  |  |  |  |  |  |  |  |  |  |  |  |  |  |  |  |  |  |  |  |  |  |  |  |  |  |  |  |  |  |  |  |  |
| 野田卯一 | 野田卯一 | 野田卯一 | 野田卯一 | 野田卯一 | 野田卯一 |          |  |  |  |  |  | 光       | 光       | 光       | 光       | 光       | 光       | 富       | 富       | 富       | 富       | 富       | 富       |  |  |  |  | 雅郎 | 雅郎 | 雅郎     | 雅郎     | 雅郎     | 雅郎     | 金郎     | 金郎     | 金郎 | 金郎 | 金郎 | 金郎 |  |  |  |  | 紅子 | 紅子 | 紅子 | 紅子 | 紅子     | 紅子     | 宮地呉子 | 宮地呉子 | 宮地呉子 | 宮地呉子 | 宮地呉子 | 宮地呉子 |          |          |          |          | 宮地茂秋 | 宮地茂秋 | 宮地茂秋 | 宮地茂秋 | 宮地茂秋 | 宮地茂秋 |          |          |          |          |          |          |  |  |  |  |  |  |  |  |  |  |  |  |  |  |  |  |  |  |  |  |  |  |  |  |  |  |  |  |  |  |  |  |  |  |  |  |  |  |
|          |          |          |          |          |          |          |  |  |  |  |  |          |          |          |          |          |          |          |          |          |          |          |          |  |  |  |  |      |      |          |          |          |          |          |          |      |      |      |      |  |  |  |  |      |      |      |      |          |          |          |          |          |          |          |          |          |          |          |          |          |          |          |          |          |          |          |          |          |          |          |          |  |  |  |  |  |  |  |  |  |  |  |  |  |  |  |  |  |  |  |  |  |  |  |  |  |  |  |  |  |  |  |  |  |  |  |  |  |  |
|          |          |          |          |          |          | 島稔     |  |  |  |  |  |          |          |          |          |          |          |          |          |          |          |          |          |  |  |  |  |      |      |          |          |          |          |          |          |      |      |      |      |  |  |  |  |      |      |      |      |          |          |          |          |          |          |          |          |          |          |          |          |          |          |          |          |          |          |          |          |          |          |          |          |  |  |  |  |  |  |  |  |  |  |  |  |  |  |  |  |  |  |  |  |  |  |  |  |  |  |  |  |  |  |  |  |  |  |  |  |  |  |
|          |          |          |          |          |          |          |  |  |  |  |  |          |          |          |          |          |          |          |          |          |          |          |          |  |  |  |  |      |      |          |          |          |          |          |          |      |      |      |      |  |  |  |  |      |      |      |      |          |          |          |          |          |          |          |          |          |          |          |          |          |          |          |          |          |          |          |          |          |          |          |          |  |  |  |  |  |  |  |  |  |  |  |  |  |  |  |  |  |  |  |  |  |  |  |  |  |  |  |  |  |  |  |  |  |  |  |  |  |  |
|          |          |          |          |          |          | 野田聖子 |  |  |  |  |  |          |          |          |          |          |          |          |          |          |          |          |          |  |  |  |  |      |      |          |          |          |          |          |          |      |      |      |      |  |  |  |  |      |      |      |      |          |          |          |          |          |          |          |          |          |          |          |          |          |          |          |          |          |          |          |          |          |          |          |          |  |  |  |  |  |  |  |  |  |  |  |  |  |  |  |  |  |  |  |  |  |  |  |  |  |  |  |  |  |  |  |  |  |  |  |  |  |  |
|          |          |          |          |          |          |          |  |  |  |  |  |          |          |          |          |          |          |          |          |          |          |          |          |  |  |  |  |      |      |          |          |          |          |          |          |      |      |      |      |  |  |  |  |      |      |      |      |          |          |          |          |          |          |          |          |          |          |          |          |          |          |          |          |          |          |          |          |          |          |          |          |  |  |  |  |  |  |  |  |  |  |  |  |  |  |  |  |  |  |  |  |  |  |  |  |  |  |  |  |  |  |  |  |  |  |  |  |  |  |
|          |          |          |          |          |          | 男子     |  |  |  |  |  |          |          |          |          |          |          |          |          |          |          |          |          |  |  |  |  |      |      |          |          |          |          |          |          |      |      |      |      |  |  |  |  |      |      |      |      |          |          |          |          |          |          |          |          |          |          |          |          |          |          |          |          |          |          |          |          |          |          |          |          |  |  |  |  |  |  |  |  |  |  |  |  |  |  |  |  |  |  |  |  |  |  |  |  |  |  |  |  |  |  |  |  |  |  |  |  |  |  |

## 栄典
- フランス:レジオンドヌール勲章シュヴァリエ - （2020年）

## 著書

### 単著
- 『アイアム聖イング』海越出版社、1987年12月10日。ISBN 978-4-906203-52-9。
- 『改革という美名の下で』海越出版社、1994年6月27日。ISBN 978-4-02-250332-9。
- 国民のみなさまにお伝えしたいこと ホンネで語る政治学（1996年2月、PHP研究所）ISBN 978-4-569-55017-6
- 私は、産みたい（2004年12月、新潮社）ISBN 978-4-10-472901-2
- だれが未来を奪うのか 少子化と闘う（2005年5月、講談社）ISBN 978-4-06-212833-9
- 不器用（2007年12月、朝日新聞社）ISBN 978-4-02-250332-9
- 野田聖子のつくりかた（2023年8月21日、CCCメディアハウス）ISBN 978-4-484-22243-1

### 共著
- ポストITは日本が勝つ! トップランナー7人の提言（杉山知之編、アスキー、2001年10月）ISBN 4-7561-3918-3
- よくわかる改正児童買春・児童ポルノ禁止法（森山眞弓と共編、ぎょうせい、2005年3月）ISBN 4-324-07587-5
- この国で産むということ（根津八絋と共著、ポプラ社、2011年1月）ISBN 978-4-591-12056-9
- 女性議員は「変な女」なのか（辻元清美共著、小学館新書、2025年6月）ISBN 4-09-825492-1

## 選挙歴
| 当落 | 選挙                     | 執行日         | 年齢 | 選挙区        | 政党       | 得票数     | 得票率 | 定数 | 得票順位 /候補者数 | 政党内比例順位 /政党当選者数 |
| ---- | ------------------------ | -------------- | ---- | ------------- | ---------- | ---------- | ------ | ---- | ------------------ | ---------------------------- |
| 当   | 1987年岐阜県議会議員選挙 | 1987年4月12日  | 26   | ーー          | ーー       | ーー票     | ーー   |      | /                  | /                            |
| 落   | 第39回衆議院議員総選挙   | 1990年02月18日 | 29   | 旧岐阜県第1区 | 無所属     | 5万8587票  | 8.16%  | 5    | 8/9                | /                            |
| 当   | 第40回衆議院議員総選挙   | 1993年07月18日 | 32   | 旧岐阜県第1区 | 自由民主党 | 9万5734票  | 13.70% | 5    | 3/9                | /                            |
| 当   | 第41回衆議院議員総選挙   | 1996年10月20日 | 36   | 岐阜県第1区   | 自由民主党 | 7万799票   | 37.10% | 1    | 1/4                | /                            |
| 当   | 第42回衆議院議員総選挙   | 2000年06月25日 | 39   | 岐阜県第1区   | 自由民主党 | 10万425票  | 52.35% | 1    | 1/5                | /                            |
| 当   | 第43回衆議院議員総選挙   | 2003年11月09日 | 43   | 岐阜県第1区   | 自由民主党 | 9万2717票  | 51.42% | 1    | 1/3                | /                            |
| 当   | 第44回衆議院議員総選挙   | 2005年09月11日 | 45   | 岐阜県第1区   | 無所属     | 9万6985票  | 42.82% | 1    | 1/4                | /                            |
| 比当 | 第45回衆議院議員総選挙   | 2009年08月30日 | 48   | 岐阜県第1区   | 自由民主党 | 9万9500票  | 44.45% | 1    | 2/4                | 3/6                          |
| 当   | 第46回衆議院議員総選挙   | 2012年12月16日 | 52   | 岐阜県第1区   | 自由民主党 | 9万164票   | 49.93% | 1    | 1/5                | /                            |
| 当   | 第47回衆議院議員総選挙   | 2014年12月14日 | 54   | 岐阜県第1区   | 自由民主党 | 8万2434票  | 57.45% | 1    | 1/3                | /                            |
| 当   | 第48回衆議院議員総選挙   | 2017年10月22日 | 57   | 岐阜県第1区   | 自由民主党 | 10万3453票 | 64.51% | 1    | 1/2                | /                            |
| 当   | 第49回衆議院議員総選挙   | 2021年10月31日 | 61   | 岐阜県第1区   | 自由民主党 | 10万3805票 | 62.54% | 1    | 1/4                | /                            |
| 当   | 第50回衆議院議員総選挙   | 2024年10月27日 | 64   | 岐阜県第1区   | 自由民主党 | 10万226票  | 67.47% | 1    | 1/2                | /                            |